# Maurice Baquet (enseignant ENSEP)
Pour les articles homonymes, voir Maurice Baquet et Baquet.
Maurice Baquet, né le 10 mars 1897 à Pont-l'Évêque et mort le 4 juillet 1965, est un entraîneur de sport, professeur d'éducation physique en lycée, au cours supérieur d'éducation physique, à l'École normale d'éducation physique puis à l'Institut national du sport.
Son nom est donné par la suite à de célèbres stages sportifs pour les enseignants d'éducation physique et sportive, prémices de la formation continue de la profession.

## Repères professionnels
Sportif polyvalent accompli (athlétisme, natation et football au Cercle sportif d'Enghien) durant sa jeunesse, il participe à la Première Guerre mondiale où il est décoré de la Croix de guerre et promu adjudant. Toujours mobilisé en 1919, il participe aux Jeux mondiaux inter-alliés au stade Pershing. En 1920, il est reçu major au stage de moniteur de l'École normale de Joinville et en devient l'un des professeurs chargé de l'athlétisme, de la boxe et du football.
Il obtient le degré supérieur du Certificat d'aptitude à l'enseignement de la gymnastique (CAEG) en 1922 et est détaché en Pologne à la mission militaire française chargée de réorganiser le sport polonais. Il y est tour à tour professeur au lycée français de Varsovie, entraîneur de l'équipe polonaise aux Jeux olympiques de 1924 puis professeur à l'institut polonais de l'éducation physique.
De retour en France en 1926, nommé professeur d'éducation physique au lycée Hoche, il exerce les fonctions d'entraîneur du Paris université club (PUC) et de l'équipe de France universitaire. De 1931 à 1935, il est chargé de l'éducation physique au Cours supérieur puis nommé professeur d'éducation physique au lycée Buffon en 1935. L'année suivante, il est responsable de l'équipe d'athlétisme aux Jeux olympiques de Berlin et à partir de 1937, directeur technique de l'École normale d'éducation physique.
Fonctionnaire du Commissariat général à l'éducation générale et aux sports de l'État français sous l'Occupation il est blanchi de tout soupçon de collaboration. Nommé directeur adjoint et technique de l'Institut national du sport, de l'expertise et de la performance (INS) dès 1945, il le reste jusqu'en 1960.

## Décorations
- Croix de guerre 1914–1918[5].
- Médaille militaire
- Médaille interalliée de la Victoire
- Médaille commémorative de la guerre 1914–1918

## Hommages
En 1964, la Fédération sportive et gymnique du travail (FSGT) inaugure à Sète une série de stages Maurice Bacquet qui perdurent ensuite pendant 20 ans. Destinés à l'origine aux cadres des associations fédérales ils regroupent rapidement une majorité d'enseignants d'éducation physique et sportive et influent considérablement sur les contenus et méthodes de cette discipline scolaire.
Entre les années 1970 et 2019, un gymnase des Clayes-sous-Bois (Yvelines) portait son nom.
De nombreux équipements sportifs portent son nom, comme le stade municipal de la commune de Houilles, un gymnase et stade de Guyancourt, le gymnase de Gentilly, un gymnase de Villejuif, etc.

## Publications
- Maurice Baquet, Éducation sportive : Initiation et entraînement, Paris, L’Harmattan, coll. « Espaces et temps du sport », 1999, 274 p. (ISBN 2-7384-7247-8, BNF 37071032)